# John Rogers Herbert
John Rogers Herbert, född 1810, död 1890, var en engelsk målare.
Herbert inskrevs 1826 vid akademien i London, var först porträttmålare, försökte sig på romantiska scener ur Byrons "Don Juan" och Shakespeares "Othello", målade i prerafaeliternas maner, men vände sig därjämte till religiösa ämnen, sedan han i Venedig övergått till katolicismen. Under 1840-talet utförde han en mängd bilder, bland vilka Thomas More och hans dotter vid fyra munkars avrättning (1844, nationalgalleriet i London). För nya parlamentshuset utförde han scener ur Shakespeare och fresker med ämnen ur Gamla testamentet. Han målade sedan mest religiösa ämnen. 